# Miconia pycnoneura
Miconia pycnoneura är en tvåhjärtbladig växtart som beskrevs av Ignatz Urban. Miconia pycnoneura ingår i släktet Miconia och familjen Melastomataceae. Inga underarter finns listade i Catalogue of Life.